# Катастрофа на CT-43A на ВВС на САЩ в Хърватия през 1996 г.
На 3 април 1996 г. пътнически самолет „Боинг CT-43A“ на Военновъздушните сили на САЩ изпълнява международен полет от международното летище „Загреб“, Загреб, до летище „Дубровник“, Дубровник, Хърватия, с планирано междинно кацане на международното летище „Тузла“, Тузла, Босна и Херцеговина. При опит за подход по прибори към летището в Дубровник самолетът се разбива в планински склон и убива всички 30 пътници и 5 члена на екипажа на борда. Техническият сержант от военновъздушните сили Шели Кели, която е и стюардеса, е единственият човек на борда, който оцелява, но умира на път за болницата.
Самолетът „Боинг 737-200“, построен като навигационен тренировъчен T-43A и по-късно превърнат в транспортен CT-43A, превозва също така министъра на търговията на Съединените американски щати Рон Браун, както и изпълнителни директори на няколко корпорации. Машината се експлоатира от 76-а ескадрила на 86-ото авиотранспортно крило, базирано във военновъздушната база „Рамщайн“ в Германия. За разлика от търговските 737S, военната версия CT-43A не е оборудвана нито със записващо устройство за полетни данни, нито със звукозаписващо устройство в пилотската кабина.
Разследването установява, че офицери от ВВС над САЩ допринасят за инцидента, като няколко от тях са уволнени, понижени или порицани. Летище „Дубровник“ е избрано неправилно спрямо зададените процедури за подход за кацане. ВВС на САЩ нарежда всички военни самолети да бъдат оборудвани със записващи устройства. Американските военни самолети вече нямат право да летят до летища без одобрение от Министерството на отбраната на САЩ. Три дни след инцидента Нико Йеркуич, който ръководи навигационния отдел на летището, се самоубива.